# 5507 Niijima
Az 5507 Niijima (ideiglenes jelöléssel 1987 UJ) a Naprendszer kisbolygóövében található aszteroida. Szuzuki Kenzó és Urata Takesi fedezte fel 1987. október 21-én. Nevét Nídzsima Cuneo japán csillagász után kapta.